# Campeonato Europeo de Lucha de 2014
El LXVI Campeonato Europeo de Lucha se celebró en Vantaa (Finlandia) entre el 1 y el 6 de abril de 2014 bajo la organización de la Federación Internacional de Luchas Asociadas (FILA) y la Federación Finlandesa de Lucha.
Las competiciones se realizaron en la Trio Areena de la ciudad finlandesa.

## Resultados

### Lucha grecorromana masculina
| Evento         | Oro                           | Plata                       | Bronce                                                       |
| -------------- | ----------------------------- | --------------------------- | ------------------------------------------------------------ |
| 59 kg (05.04)  | Alexandar Kostadinov Bulgaria | Victor Ciobanu Moldavia     | Kamran Məmmədov · Azerbaiyán · Ivan Kuilakov · Rusia         |
| 66 kg (05.04)  | Adam Kurak · Rusia            | Həsən Əliyev Azerbaiyán     | István Lévai · Eslovaquia · Frank Stäbler · Alemania         |
| 71 kg (06.04)  | Tamás Lőrincz · Hungría       | Rəsul Çunayev Azerbaiyán    | Yunus Özel · Turquía · Aliaxandr Dziamianavich · Bielorrusia |
| 75 kg (06.04)  | Alexandr Chejirkin · Rusia    | Arsen Dzhulfalakian Armenia | Elvin Mürsəliyev Azerbaiyán Mark Madsen Dinamarca            |
| 80 kg (06.04)  | Péter Bácsi · Hungría         | Selçuk Çebi Turquía         | Olexandr Shyshman · Ucrania · Guiorgui Tsirekidze · Georgia  |
| 85 kg (06.04)  | Zhan Beleniuk · Ucrania       | Rami Hietaniemi · Finlandia | Amer Hrustanović · Austria · Damian Janikowski · Polonia     |
| 98 kg (05.04)  | Artur Alexanian Armenia       | Cenk İldem Turquía          | Fredrik Schön · Suecia · Marthin Nielsen · Noruega           |
| 130 kg (05.04) | Rıza Kayaalp Turquía          | Liubomir Dimitrov Bulgaria  | Johan Eurén · Suecia · Vasili Parshin · Rusia                |

### Lucha libre masculina
| Evento         | Oro                             | Plata                        | Bronce                                                       |
| -------------- | ------------------------------- | ---------------------------- | ------------------------------------------------------------ |
| 57 kg (02.04)  | Vladimer Jinchegashvili Georgia | Ghenadie Tulbea Mónaco       | Garik Barseguian Armenia Zoheir El Ouarraqe Francia          |
| 61 kg (02.04)  | Hacı Əliyev Azerbaiyán          | Bekjan Goiguereyev · Rusia   | Vasyl Shuptar · Ucrania · Andrei Perpeliță · Moldavia        |
| 65 kg (01.04)  | Magomed Kurbanaliyev · Rusia    | Servet Coşkun Turquía        | Borislav Novachkov Bulgaria Konstantine Jabalashvili Georgia |
| 70 kg (04.04)  | Ruslan Dibirhacıyev Azerbaiyán  | Grigor Grigorian Armenia     | Miroslav Kirov Bulgaria Yakup Gör Turquía                    |
| 74 kg (03.04)  | Aniuar Gueduyev · Rusia         | Cəbrayıl Həsənov Azerbaiyán  | Soner Demirtaş · Turquía · Krystian Brzozowski · Polonia     |
| 86 kg (04.04)  | Abdulrashid Sadulayev · Rusia   | Murad Gaidarov · Bielorrusia | Musa Murtazaliyev · Armenia · István Veréb · Hungría         |
| 97 kg (01.04)  | Abdusalam Gadisov · Rusia       | Xetaq Qazyumov Azerbaiyán    | Nicolai Ceban · Moldavia · Ivan Yankouski · Bielorrusia      |
| 125 kg (02.04) | Taha Akgül Turquía              | Alan Jugayev · Rusia         | Olexandr Jotsianivsky · Ucrania · Dániel Ligeti · Hungría    |

### Lucha libre femenina
| Evento        | Oro                           | Plata                            | Bronce                                                     |
| ------------- | ----------------------------- | -------------------------------- | ---------------------------------------------------------- |
| 48 kg (01.04) | Mariya Stadnik Azerbaiyán     | Natalia Pulkovska · Ucrania      | Fredrika Petersson · Suecia · Nadezhda Fiodorova · Rusia   |
| 53 kg (02.04) | Mariya Gurova · Rusia         | María Prevolaraki · Grecia       | Natalia Budu · Moldavia · Ana Maria Pavăl · Rumania        |
| 55 kg (03.04) | Sofia Mattsson · Suecia       | Anna Zwirydowska · Polonia       | Irina Ologonova · Rusia · Mimi Jristova · Bulgaria         |
| 58 kg (01.04) | Valeriya Koblova · Rusia      | İrina Netreba Azerbaiyán         | Viktoriya Bobeva · Bulgaria · Petra Olli · Finlandia       |
| 60 kg (02.04) | Johanna Mattsson · Suecia     | Hafize Şahin Turquía             | Olga Butkevych Reino Unido Taibe Yusein Bulgaria           |
| 63 kg (04.04) | Anastasija Grigorjeva Letonia | Maryia Mamashuk · Bielorrusia    | Yuliya Tkach · Ucrania · Dzhanan Manolova · Bulgaria       |
| 69 kg (03.04) | Natalia Vorobiova · Rusia     | Ilana Kratysh Israel             | Laura Skujiņa · Letonia · Alina Stadnyk · Ucrania          |
| 75 kg (04.04) | Stanka Zlateva Bulgaria       | Vasilisa Marzaliuk · Bielorrusia | Kateryna Burmistrova · Ucrania · Yekaterina Bukina · Rusia |

## Medallero
| Núm. | País        | Oro | Plata | Bronce | Total |
| ---- | ----------- | --- | ----- | ------ | ----- |
| 1    | Rusia       | 9   | 2     | 5      | 16    |
| 2    | Azerbaiyán  | 3   | 5     | 2      | 10    |
| 3    | Turquía     | 2   | 4     | 3      | 9     |
| 4    | Bulgaria    | 2   | 1     | 6      | 9     |
| 5    | Suecia      | 2   | 0     | 3      | 5     |
| 6    | Hungría     | 2   | 0     | 2      | 4     |
| 7    | Armenia     | 1   | 2     | 2      | 5     |
| 8    | Ucrania     | 1   | 1     | 6      | 8     |
| 9    | Georgia     | 1   | 0     | 2      | 3     |
| 10   | Letonia     | 1   | 0     | 1      | 2     |
| 11   | Bielorrusia | 0   | 3     | 2      | 5     |
| 12   | Moldavia    | 0   | 1     | 3      | 4     |
| 13   | Polonia     | 0   | 1     | 2      | 3     |
| 14   | Finlandia   | 0   | 1     | 1      | 2     |
| 15   | Grecia      | 0   | 1     | 0      | 1     |
| 15   | Israel      | 0   | 1     | 0      | 1     |
| 15   | Mónaco      | 0   | 1     | 0      | 1     |
| 18   | Alemania    | 0   | 0     | 1      | 1     |
| 18   | Austria     | 0   | 0     | 1      | 1     |
| 18   | Dinamarca   | 0   | 0     | 1      | 1     |
| 18   | Eslovaquia  | 0   | 0     | 1      | 1     |
| 18   | Francia     | 0   | 0     | 1      | 1     |
| 18   | Noruega     | 0   | 0     | 1      | 1     |
| 18   | Reino Unido | 0   | 0     | 1      | 1     |
| 18   | Rumania     | 0   | 0     | 1      | 1     |
|      | TOTAL       | 24  | 24    | 48     | 96    |